# Райково
Райково е квартал на град Смолян, бивше село.

## История
В 1899 година в Рейково е основан революционен комитет.
На 18 юни 1960 година градовете Смолян и Устово и селата Райково и Езерово се обединяват в град Смолян. Смолян е бил административен и стопански център, село Езерово се е намирало сред Смолянските езера, Райково е било занаятчийски център, а Устово – търговски.
В Горно и Долно Райково през 1912 г. живеят общо 700 семейства българи-екзархисти, 100 семейства българи-патриаршисти и 70 семейства българи-мохамедани.

## Личности
Родени в Райково
- Васил Николов Хаманов[3] или Хамаков[4] (1867 – след 1943), строител, македоно-одрински опълченец, служи в 3-та рота на 10-а прилепска дружина;[3][4] на 1 март 1943 година като жител на Райково подава молба за българска народна пенсия; молбата е одобрена и пенсията е отпусната от Министерския съвет на Царство България[4]
- Георги Герджиков (1869 – 1947), общественик и революционер
- Кръсто (Кръстю) Анастасов, македоно-одрински опълченец, 24-годишен, дърводелец, ІІ отделение, 3 рота на 7 кумановска дружина, безследно изчезнал на 27 юни 1913 година[5]
- Марко Василев Арнаудов (1877 – след 1943), фурнаджия, македоно-одрински опълченец, служи в нестроевата рота на 10-а прилепска дружина;[6][7] на 15 март 1943 година като жител на Райково подава молба за българска народна пенсия; молбата е одобрена и пенсията е отпусната от Министерския съвет на Царство България[7]

Починали в Райково
- Иван Сбирков, български революционер, деец на ВМОРО